# Rituximab
El rituximab es un anticuerpo monoclonal quimérico múrido y humano, obtenido por ingeniería genética. Es una inmunoglobulina (Ig) glicosilada constituida por las regiones constantes de las Ig de clase G y subclase 1 (IgG1) humanas y las secuencias de la región variable de las cadenas ligeras y pesadas murinas. Este anticuerpo se produce a partir de un cultivo en suspensión de células de mamífero (células de ovario de hámster chino) y se purifica mediante cromatografía de afinidad y de intercambio iónico, y procedimientos específicos de inactivación y de eliminación de virus.

El rituximab se une específicamente al antígeno CD20, una fosfoproteína transmembranaria no glucosilada que se expresa en los linfocitos pre-B y B maduros. Este antígeno se expresa en más del 95 % de los linfomas no hodgkinianos (LNH) de linfocitos B.
El antígeno CD20 se expresa tanto en linfocitos B normales como en células tumorales, pero no en las células madre hematopoyéticas, células pro-B y las células plasmáticas normales ni en otros tejidos normales. Este antígeno no se internaliza tras la unión del anticuerpo ni se elimina de la superficie celular. El antígeno CD20 no se halla en la sangre como antígeno libre, y, por esta razón, no compite por la unión con los anticuerpos.
El dominio Fab del rituximab se une al antígeno CD20 en la superficie de los linfocitos B, mientras que el dominio Fc puede reclutar efectores de la respuesta inmune para mediar la lisis de los linfocitos B. Los mecanismos posibles de la lisis celular mediada por efector incluyen citotoxicidad dependiente del complemento- (CDC) como resultado de la unión de C1q, y la citotoxicidad celular dependiente de anticuerpos (ADCC) mediada por uno o más receptores Fcγ de la superficie de los granulocitos, macrófagos y células NK (natural killer). También se ha demostrado que la unión del rituximab al antígeno CD20 de los linfocitos B induce la muerte celular por apoptosis.
Tras completarse la administración de la primera dosis de rituximab, el número de linfocitos B periféricas disminuyeron por debajo de lo normal. En los pacientes tratados de neoplasias hematológicas, la repoblación de linfocitos B comenzó a los 6 meses de tratamiento y se recuperaron los niveles normales entre los 9 y los 12 meses después de finalizado el tratamiento.
En pacientes con artritis reumatoide o lupus eritematoso sistémico se observa una disminución inmediata del número de linfocitos B en sangre periférica después de las dos perfusiones de 1000 mg de rituximab separadas por un intervalo de 14 días. El número de linfocitos B en sangre periférica empieza a aumentar desde la semana 24 y la evidencia de repoblación se observa, en la mayoría de los pacientes, en la semana 40, independientemente de que Rituximab se administre en monoterapia o en combinación con metotrexato.

## Farmacología
El rituximab es un anticuerpo monoclonal, un tipo de proteína, que se une a la superficie de un tipo de glóbulos blancos, los linfocitos B. Cuando el rituximab se une a la superficie de estas células, causa su muerte.

## Eficacia
El rituximab está indicado para el tratamiento de dos enfermedades:
a)	linfomas no hodgkinianos tanto indolentes como agresivos
Los linfomas no hodgkinianos son enfermedades del sistema linfático en las que están implicados los linfocitos B. El rituximab puede utilizarse solo o en asociación con otros fármacos. El rituximab puede administrarse en tratamiento continuo (de mantenimiento) durante 2 años a pacientes que hayan respondido al tratamiento.
b)	artritis reumatoide
La artritis reumatoide es una enfermedad de las articulaciones en la que están implicados los linfocitos B, causando algunos de los síntomas que puede padecer. El rituximab se utiliza en el tratamiento de la artritis reumatoide en personas que ya hayan sido tratadas con otros medicamentos, que bien han dejado de funcionar o no han funcionado lo suficientemente bien. En esta indicación, el rituximab se administra generalmente en asociación con metotrexato.

## Efectos secundarios
Al igual que todos los medicamentos, el rituximab puede producir efectos adversos, aunque no todas las personas los sufran. La mayor parte de estos efectos adversos son de intensidad leve a moderada, pero algunos de ellos pueden ser graves y requerir tratamiento. En casos raros algunas de estas reacciones han sido mortales.
Reacciones a la perfusión
Durante o pasadas las 2 horas siguientes a la primera perfusión, puede tener fiebre, escalofríos y temblores. Otros efectos adversos menos frecuentes que algunos pacientes pueden tener son: ampollas y picor en la piel, náuseas y vómitos, cansancio, dolor de cabeza, dificultad al respirar, hinchazón de la lengua o garganta, picor y congestión nasal, vómitos, rubor o palpitaciones.
Si el paciente padece alguna cardiopatía o una angina de pecho, éstas podrían empeorar. Tras la segunda perfusión es menos probable que aparezcan estas reacciones.
Infecciones
Se pueden contraer infecciones más fácilmente después del tratamiento con rituximab. Se han comunicado casos de:
- Reactivación de hepatitis B.
- Otras reactivaciones de enfermedades por virus.
- Leucoencefalopatía multifocal progresiva.

Otros efectos adversos
a) En caso de tratamiento contra linfomas no hodgkinianos
Pueden producirse otros efectos adversos menos frecuentes como: dolor abdominal, espalda, pecho, músculos y/o articulaciones, dolor en el lugar de la perfusión (punto de inserción del goteo en la vena), sensación de malestar, hinchazón abdominal, cambios en la tensión, cambios en la frecuencia cardiaca (pulso), diarrea, indigestión, anorexia, alteraciones en la coagulación de la sangre, calambres, mareos, hormigueo o entumecimiento, ansiedad, insomnio, nerviosismo, tos, lagrimeo o picor en los ojos, congestión o picor nasal, sudoración, sinusitis, bronquitis, alteración del gusto. Rituximab puede causar también alteraciones en la sangre y afectar a la función del hígado. Por lo tanto debe repetirse los análisis de sangre durante el tratamiento. Los pacientes con macroglobulinemia de Waldenstrom (un tipo de linfoma raro), pueden producir temporalmente un exceso de un tipo de proteína que se llama IgM y esto puede provocar que la sangre se vuelva más viscosa. Se han producido casos muy raros, generalmente en pacientes que utilizan rituximab para tratamiento del linfoma, de infección cerebral grave, que ha resultado fatal.
b) En caso de tratamiento contra la artritis reumatoide o el LES
Puede tener otros efectos adversos menos frecuentes como dolor abdominal, espalda, pecho, músculos y/o articulaciones, dolor en el lugar de la perfusión (punto de inserción del goteo en la vena), sensación de malestar, cambios en la tensión, cambios en la frecuencia cardiaca (pulso), diarrea, indigestión, calambres, mareos, hormigueo o entumecimiento, ansiedad o nerviosismo, tos, lagrimeo o picor en los ojos, congestión o picor nasal, sudoración y sinusitis. En algunos pacientes pueden también producirse alteraciones en los valores de los análisis de sangre, que incluyen disminución del número de glóbulos rojos, glóbulos blancos o de ambos.

## Contraindicaciones
Hipersensibilidad grave a Rituximab o a alguno de los excipientes

## Disponibilidad
El rituximab es un medicamento de venta bajo receta. Se presenta en viales con 100 mg de rituximab o con 500 mg de rituximab en 50 ml.